# Diplobatis ommata
Diplobatis ommata é uma espécie de arraia da ordem Torpediniformes e da família Narcinidae [en], nativa das águas costeiras rasas do Pacífico centro-oriental, desde o Golfo da Califórnia até o Equador. Alcançando 25 cm de comprimento, essa espécie possui um disco de nadadeira peitoral arredondado e nadadeira pélvicas com margens convexas. Sua cauda curta e espessa apresenta duas nadadeira dorsais e termina em uma nadadeira caudal triangular. Seu nome em inglês (ocellated electric ray) é justificado pelo distinto ocelo no centro de seu disco, composto por um centro preto ou amarelo cercado por anéis concêntricos. Sua coloração dorsal é altamente variável, variando de lisa a estampada em um fundo marrom claro a escuro, com a parte frontal do disco sendo marrom mais escura.
Solitária e noturna por natureza, Diplobatis ommata é um habitante demersal encontrado em habitats arenosos e rochosos. Ela se move ao longo do fundo marinho "pulando" com suas nadadeiras pélvicas e se alimenta de pequenos crustáceos e poliquetas. Para defesa, pode gerar uma descarga elétrica a partir de seus órgão elétricos. Provavelmente, é vivípara, com os filhotes sustentados por vitelo e, posteriormente, por histotrofo ("leite uterino") durante a gestação. A União Internacional para a Conservação da Natureza (IUCN) classificou Diplobatis ommata como espécie pouco preocupante. Ela é suscetível à intensa atividade de pesca de arrasto em sua limitada área de distribuição.

## Taxonomia
Os ictiólogos americanos David Starr Jordan e Charles Henry Gilbert descreveram Diplobatis ommata em um artigo de 1890 publicado na revista científica Proceedings of the United States National Museum. A descrição foi baseada em um espécime fêmea coletado pelo navio a vapor da Comissão de Pesca dos Estados Unidos [en], USS Albatross [en], em 1888, na costa do Pacífico da Colômbia, a uma profundidade de 60 m. Gilbert havia coletado anteriormente um espécime do Panamá em 1882, mas ele foi destruído em um incêndio antes de ser estudado. Jordan e Gilbert nomearam a espécie ommata (grego antigo para "com olhos") devido ao ponto distintivo em suas costas e a classificaram no gênero Discopyge [en]. Em 1948, Henry Bryant Bigelow [en] e William Charles Schroeder [en] criaram o novo gênero Diplobatis [en] para essa espécie com base na subdivisão única de suas narinas. Desde então, três outras espécies de Diplobatis foram descritas no Atlântico. Essas espécies atlânticas são morfologicamente mais semelhantes entre si do que com Diplobatis ommata, embora todas as quatro espécies de Diplobatis sejam extremamente semelhantes. Outro nome comum em inglês para essa espécie é "target ray".

## Descrição
O disco de nadadeira peitoral de Diplobatis ommata tem formato de coração ou pá e é ligeiramente mais largo que longo. Um par de grandes órgão elétricos em forma de rim é visível através da pele em ambos os lados da cabeça. Os olhos pequenos são seguidos por espiráculos menores, que possuem de sete a dez pequenas projeções arredondadas em suas bordas. O focinho é amplamente arredondado, com cada narina dividida em duas aberturas por uma divisória. Entre as narinas, há uma cortina de pele com uma margem posterior lisa a levemente ondulada. A boca pequena forma uma linha transversal; a borda da mandíbula inferior é recortada e, quando fechada, geralmente oculta os dentes. Há 14–16 fileira de dentes em cada mandíbula. Os dentes pequenos e pontiagudos tornam-se progressivamente mais longos e afiados em direção à parte posterior e são dispostos em um padrão quincunce. Cinco pares de pequenas fendas branquiais estão presentes na parte inferior do disco.
As grandes nadadeira pélvicas originam-se sob o disco e possuem margens posteriores convexas. Machos adultos têm clásperes curtos e grossos. A cauda larga e achatada é mais curta que o disco e apresenta uma dobra de pele em cada lado. Há duas pequenas nadadeiras dorsais, ambas com ápices arredondados a angulares; a primeira é ligeiramente menor que a segunda, e sua posição pode ser sobre ou atrás das nadadeiras pélvicas. A nadadeira caudal é triangular com cantos arredondados e é aproximadamente simétrica acima e abaixo. A pele é macia e completamente desprovida de dentículos dérmicos.
A coloração dorsal de Diplobatis ommata é extremamente variável, sendo o único elemento constante o grande ocelo no centro das costas. O centro do ocelo é preto ou amarelo, cercado por anéis concêntricos alternados de cores escuras e claras, que podem ser contínuos ou interrompidos. O restante da superfície superior é geralmente um tom de marrom claro com numerosos pontos escuros finos; também pode haver pontos claros, manchas ou borrões escuros maiores e/ou marmoreio marrom irregular. Alguns indivíduos são simplesmente marrom claro ou escuro com um ocelo preto. A porção do disco à frente dos olhos é marrom com até cinco manchas mais escuras. O padrão dorsal frequentemente se estende às margens das nadadeiras ventrais; a parte inferior é, por outro lado, branca a creme. Essa espécie cresce até 25 cm de comprimento.

## Distribuição e habitat
Diplobatis ommata é comum nas águas costeiras tropicais do Pacífico oriental. Sua distribuição se estende desde o Golfo da Califórnia e da baía de San Juanico na Baixa Califórnia do Sul até o Equador. Uma espécie demersal, ela foi registrada desde a zona entremarés até uma profundidade de 94 m. Seu habitat preferido inclui baías arenosas, além de fundos de cascalho, terrenos rochosos e leitos de rodolito [en].

## Biologia e ecologia

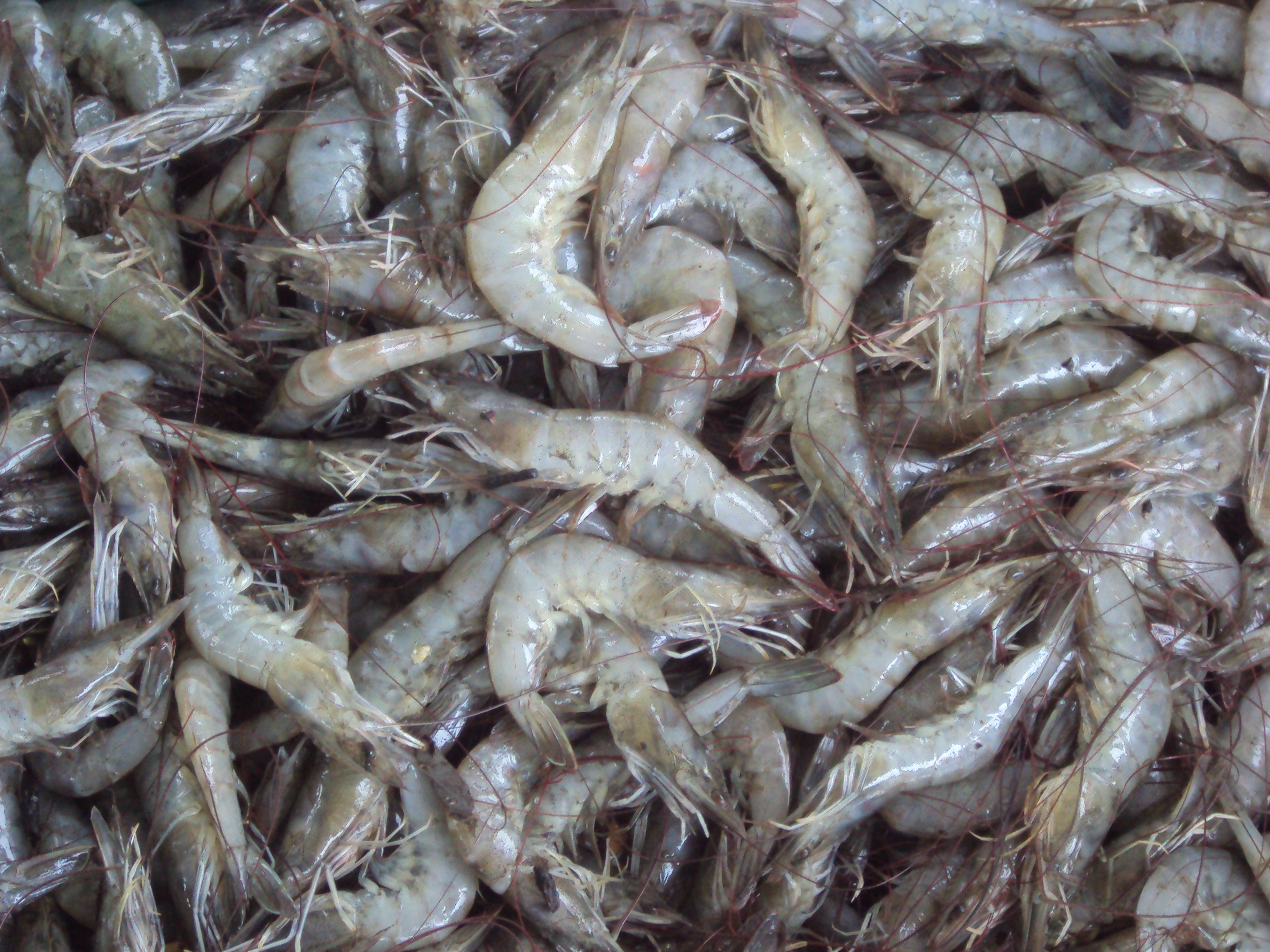
A dieta de Diplobatis ommata inclui camarões.

Como outros membros de sua família, Diplobatis ommata pode se defender produzindo um choque elétrico moderado. Durante o dia, essa arraia solitária passa a maior parte do tempo parcialmente enterrada na areia, frequentemente perto de recifes rochosos. Ela se torna mais ativa à noite, usando suas nadadeiras pélvicas para "pular" ao longo do fundo do mar. Alimenta-se de pequenos crustáceos, como anfípodes e camarões, além de poliquetas. Parasitas documentados dessa espécie incluem as tênias Acanthobothrium dollyae, A. maryanskii e A. royi, e o trematódeo Anaporrhutum euzeti. Embora os detalhes reprodutivos sejam desconhecidos, Diplobatis ommata é presumivelmente vivípara, com os embriões em desenvolvimento sustentados primeiro por vitelo e, posteriormente, por histotrofo ("leite uterino") produzido pela mãe, como em outras arraias de mesma ordem. As fêmeas atingem a maturidade sexual com menos de 19 cm de comprimento; o tamanho de maturação dos machos é desconhecido.

## Interações com seres humanos
O choque de Diplobatis ommata não é perigoso para humanos. Ela aparece ocasionalmente no comércio de aquarismo, mas é difícil de manter, pois requer invertebrados vivos para alimentação. Diplobatis ommata e outras arraias de mesma ordem são usadas como organismos-modelo em pesquisas biomédicas, pois seus órgãos elétricos são ricos em canais iônicos e receptores colinérgicos, que desempenham papéis importantes no sistema nervoso humano. A proteína agrin [en], que concentra receptores colinérgicos durante o desenvolvimento embrionário humano, foi isolada pela primeira vez dessa espécie. Embora Diplobatis ommata não seja explorada economicamente, ela é capturada como fauna acompanhante por barcos de arrasto de camarão. Sua taxa de mortalidade por pesca não foi quantificada, mas é considerada alta, já que operações de pesca de arrasto no Atlântico capturam espécies de Diplobatis em grandes quantidades. A taxa de captura também é provavelmente subestimada devido a dificuldades de identificação. Dada a distribuição restrita dessa espécie e a intensidade da pesca de arrasto em seu habitat, a União Internacional para a Conservação da Natureza (IUCN) a classificou como espécie pouco preocupante.